# Michael Martin Lienau

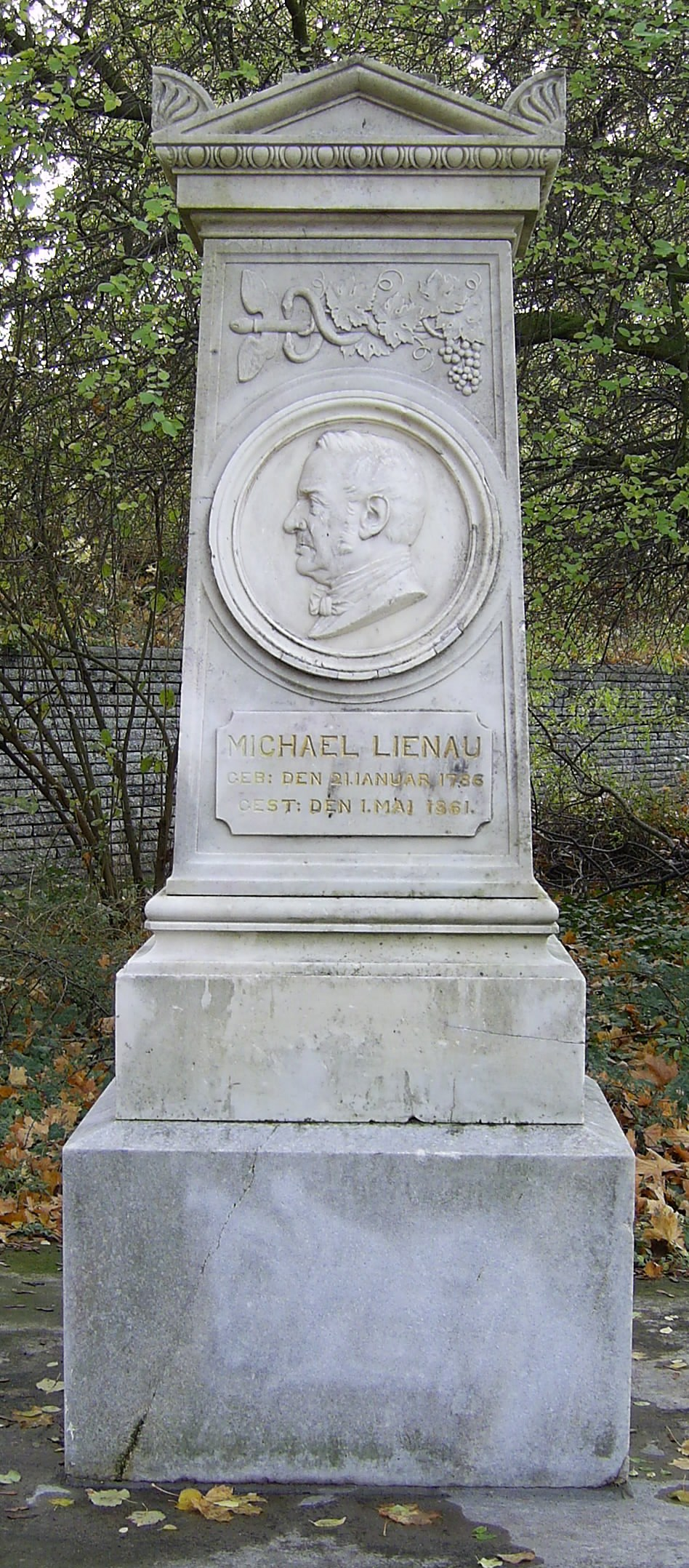
Pomnik Michaela Lienau z 1861 w Lennépark we Frankfurcie nad Odrą.

Michael Martin Lienau (ur. 21 stycznia 1786 w Elmshorn; zm. 1 maja 1861 we Frankfurcie nad Odrą) – niemiecki kupiec, ogrodnik, lokalny polityk i badacz starożytności.
Syn karczmarza z Elmshorn. Pobierał nauki u jednego z handlarzy winem w Hamburgu. W 1804 przybył do Frankfurtu nad Odrą.
W 1818 nabył jedną z nieruchomości w mieście, na której prowadził okazały ogród kwiatowy. Zajmował się handlem i lokalną polityką. Badał historię starożytności.
W Lennépark znajduje się pomnik ku jego czci.